# Chantier naval de Rauma
Le chantier naval de Rauma (finnois : Rauman telakka) est un chantier naval situé à Rauma, en Finlande. Il est auparavant exploité par STX Finland, de 2008 à 2014, qui appartient à la société sud-coréenne STX Corporation. Le chantier naval de Rauma est spécialisé dans les grands ferries, les petits bateaux de croisière, les brise-glaces polyvalents et les petites embarcations navales.
À partir de 2020, Rauma Marine Constructions exploite le chantier naval de Rauma.